# کومبی صالح

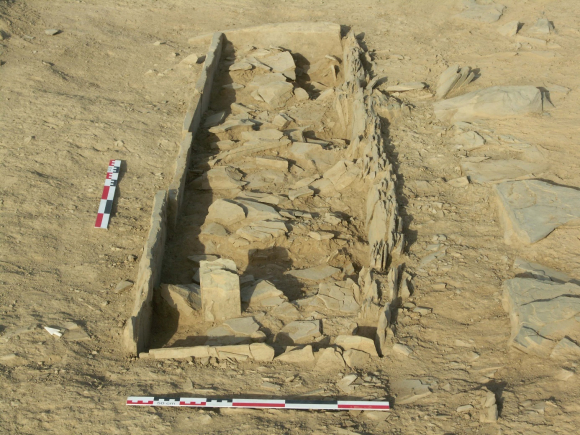
یکی از مکان های تاریخی کومبی صالح

کومبی صالح پایتخت امپراتوری غنا بوده‌است. این شهر در جنوب خاوری موریتانی کنونی جای‌داشته‌است. این شهر در سدهٔ سوم میلادی پدیدآمده‌است و در سده ۱۱ تا ۳۰هزارتن جمعیت داشته‌است. در سده ۱۳ به فراموشی سپرده‌شده و آنگاه در ۱۹۱۳ دوباره در جایگاه مکانی تاریخی یافت می‌شود.